# Проспект Байрона
Проспект Байрона — проспект у Харкові, у Слобідському районі, місцевості: Селище Герцена, Нові Будинки і станція Селекційна. Одна з основних транспортних магістралей міста.

## Загальні відомості
Проспект було закладено у другій половині 50-х років XX століття (орієнтовно 1957) на місці полів Селекційної станції імені Юр'єва, однак спочатку називався вулиця Байрона, на честь знаменитого англійського поета-романтика Джорджа Гордона Байрона. Вулиця стала однією з головних автотранспортних магістралей у південній частині міста, зв'язує такі райони як Одеська (з виходом на Основу), Селище Герцена, Нові Будинки, Горбані (з виходом на Селище ХТЗ до проспекту Олександрівського).
19 листопада 1982 року до 40-й річниці Сталінградської битви вулиця Байрона була перейменована та отримала назву — проспект Героїв Сталінграда.
Протяжність вулиці становить 4,8 км. Початок — від Аерокосмічного проспекту в районі його перетину з Одеською вулицею. Спочатку вулиця йде на південний схід, але вже через 200 м починає рухатися строго в східному напрямку до самого кінця в районі Парку Зустріч, де переходить у Олександрівський проспект за перетином з Низинною вулицею.
Варто зауважити, що паралельно проспекту, по всій його довжині, проходить вулиця Ньютона, що розташована приблизно в кілометрі на південь, від Аерокосмічного проспекту до вулиці Садовопаркова, яка також виходить до Парку Зустріч, огинаючи околиці Горбанів.
На ділянці між Садовопарковою та Низинною (останні кілька сотень метрів) проспект Байрона проходить територією Немишлянського району міста. У цьому місці дорога перетинає дно яру, відокремлює Горбані і Парк Зустріч від приватного сектора Ново-Західний. Що цікаво, з цього боку, з півночі підступають провулок Байрона і 2-й в'їзд Байрона, які також підходять до балки, з'єднує їх з колишньою вулицею Байрона. Зараз у цій балці розташовується гаражний комплекс, а з південного боку проспекту Байрона яр триває до самої долини річки Жихорець в околицях Горбанів, де навколишні води підживлюють струмок.
Після вступу до сили закону «Про засудження комуністичного та націонал-соціалістичного (нацистського) тоталітарних режимів в Україні та заборону пропаганди їхньої символіки» неодноразово підіймалось питання перейменування проспекту. У 2017 році УІНП рекомендував перейменувати проспект на честь загиблого бійця АТО — Мирослава Мисли. Проте місцева влада відмовилась здійснити перейменування.
22 листопада 2023 року Харківська міська рада перейменувала проспект Героїв Сталінграда на проспект Байрона.

## Архітектура
Проспект є однією з головних вулиць Нових Будинків, тому забудований, переважно, багатоквартирними житловими будинками, включаючи як п'ятиповерхові житлові будинки, так і дев'ятиповерхові. Перші будувалися переважно в 1960-ті роки, а другі — в першій половині 1970-их років. На ділянці від Аерокосмічного проспекту до вулиці Морозова присутні вкраплення старих цегельних трьох-і чотириповерхових житлових будинків.

## Інфраструктура
Територія, прилегла до проспекту, має достатньо розвинену мережу інфраструктури. На вулиці знаходяться кінотеатр «Салют» (просп. Байрона, 10, закритий у 2004 році)
Об'єкти торгівлі:
- Ринок на Одеській
- Комунальний ринок
- Торговий центр «Sun Mall»
- Супермаркети та магазини торговельних мереж «Клас», «Сільпо», «АТБ» тощо.
- Торговий комплекс, на території якого останнім часом знаходяться різні магазини роздрібної торгівлі.

Освіта:
- Заочне відділення факультету права та підприємництва Харківського національного університету внутрішніх справ (просп. Байрона, 185А)
- Харківська гімназія № 82 (просп. Байрона, 171Б)
- Бібліотека-філія Слобідського району № 39 (просп. Байрона, 177).

Медицина:
- Міська дитяча поліклініка № 1 (просп. Байрона, 12)
- Харківська міська поліклініка № 19 (просп. Байрона, 23А)
- Харківська обласна клінічна інфекційна лікарня № 22 (просп. Байрона, 160).

Парки та сквери:
- Парк Зустріч

## Дорожньо-транспортні розв'язки та перехрестя
Має кілька великих перехресть, серед яких, крім самого завантаженого перехрестя на самому початку з проспектом Гагаріна, такі:
- перехрестя з вулицею Морозова[16] (Селище Герцена)
- перехрестя з проспектом Льва Ландау[17] (район Комунального ринку)
- перехрестя з проспектом Петра Григоренка[18] (в районі будинку номер 148 по проспекту Байрона)
- перехрестя з Садовопарковою вулицею[19].

## Транспорт
Є важливою транспортною артерією Слобідського району.
- Трамвай: № 5 (Вокзальна — вулиця Одеська), № 8 (602-й мікрорайон — вулиця Одеська).
- Тролейбус: № 1 (ст. метро «Палац Спорту» — 28-й мікрорайон), № 3 (вулиця Університетська — вулиця 12 Квітня), № 19 (вулиця Одеська — 602-й мікрорайон), № 35 (вулиця Одеська — вулиця Наталії Ужвій), № 63 (вулиця Одеська — ст. метро «Академіка Барабашова», в останні роки деякий час курсував по подовженому маршруту до Основи, потім працював лише вихідними, а станом на 20.11.2013[20] тимчасово скасовано).
- Автобус та маршрутне таксі: 5Е (ст. метро «Левада» — Ринок ХТЗ), 102е (Основа — Ринок ХТЗ), 18Е (ст. метро «Палац Спорту» — 28-й мікрорайон), 107е (вулиця Одеська — вулиця Наталії Ужвій), 147е (вулиця Університетська — мікрорайон « Горизонт»), 152е (Аеропорт — вулиця Одеська — ст. метро « Академіка Барабашова» — 522-й мікрорайон), 226е (ст. метро «Турбоатом» — 25-й мікрорайон), 251е (провулок Короленка — 25-й мікрорайон), 304е (вулиця Університетська — залізнична станція «Рогань») та ін.
- Метро : на сьогодні в безпосередній близькості від проспекту немає чинних станцій Харківського метрополітену. У проєкті відкриття станції «Одеська», будівництво якої на цей момент триває. також існує карта-план[21] розвитку Харківського метрополітену до 2025 року, яка була розроблена ще в радянські роки, однак, через змінених економічних реалій, по всій видимості, її реалізація малоймовірна. Згідно з цим планом, передбачалося відкриття 3-х станцій по всій протяжності проспекту Байрона. Сьогодні мешканці прилеглих до проспекту територій користуються найближчими станціями метро, такими як «Заводська», «Турбоатом», «Палац Спорту», «Армійська».